# Thompson Oliha
Thompson Oliha (ur. 4 października 1968, zm. 30 czerwca 2013) – nigeryjski piłkarz grający na pozycji środkowego pomocnika. Nosił przydomek „Driver” („Kierowca”).

## Kariera klubowa
Pierwszym klubem piłkarskim Olihy był pierwszoligowy Bendel Insurance FC z miasta Benin. W barwach tego zespołu zadebiutował w 1985 na boiskach pierwszej ligi mając niespełna 18 lat. Z drużyną Insurance nie wywalczył jednak jakiś znaczących sukcesów i na początku 1988 roku odszedł do innego zespołu.
Oliha przeszedł do Iwuanyanwu Nationale. W 1988 roku doszedł z Nationale do finału Afrykańskiej Ligi Mistrzów, ale tam nigeryjski klub przegrał po dwumeczu z algierskim ES Sétif, a w drugim meczu tego finału Oliha dostał czerwoną kartkę. W tym samym sezonie Thompson wywalczył swój pierwszy w karierze Puchar Nigerii oraz pierwsze mistrzostwo kraju. Sukcesy w postaci mistrzostwa kraju Oliha powtórzył także w kolejnych dwóch latach – 1989 i 1990. W 1991 klubowi z Owerri nie udało się po raz piąty z rzędu zostać mistrzem i tytuł ten przypadł klubowi Julius Berger FC.
Na początku 1992 roku Oliha opuścił ojczyznę i wyjechał do Wybrzeża Kości Słoniowej zostając piłkarzem tamtejszego klubu Africa Sports National Abidżan. Grał tam między innymi z rodakiem Gabrielem Olokosim. Już w pierwszym sezonie gry w tym klubie Oliha wywalczył Puchar Zdobywców Pucharów Afryki. Africa Sports pokonał w finale klub z Burundi, Vital' O i był to pierwszy afrykański puchar zdobyty przez tę drużynę. W tym samym roku Africa Sports wywalczył także Superpuchar Afryki. W 1993 Oliha z klubem z Abidżanu zdobył kolejne trofeum – dzięki wygraniu 2:1 finału z zespołem ASC Bouake Africa Sports zdobył Puchar Wybrzeża Kości Słoniowej. Oliha grał na tyle dobrze, iż został wybrany drugim po Rashidim Yekinim Najlepszym Piłkarzem Nigerii. W 1994 roku dalej widniał w składzie Africa Sports, ale przez połowę sezonu nie rozegrał żadnego meczu.
Jesienią 1994 trafił do izraelskiego Maccabi Ironi Aszdod zostając klubowym kolegą rodaka Uche Okafora. W Ligat ha’Al rozegrał 21 meczów i zdobył 1 gola, ale nie zdołał pomóc klubowi w utrzymaniu się w lidze i zespół z miasta Aszdod został zdegradowany o klasę niżej.
Oliha odszedł z Aszdod. Latem 1995 przeszedł za darmo do Antalyasporu. W tureckiej lidze zadebiutował w pierwszej kolejce ligowej, 12 sierpnia 1995 w wygranym 4:2 meczu z Bursasporem. W pierwszej części sezonu 1995/1996 rozegrał łącznie 20 meczów i 4 gole, ale potem doznał ciężkiej kontuzji i musiał przerwać swoją piłkarską karierę w wieku 26 lat.

## Kariera reprezentacyjna
W 1987 roku Oliha był członkiem reprezentacji Nigerii U-20, która brała udział w młodzieżowych Mistrzostwach Świata w Chile. Tam młodzi Nigeryjczycy zdobyli jeden punkt w 3 meczach i zajęli ostatnie miejsce w grupie za Włochami, Brazylią i Kanadą.
W pierwszej reprezentacji Nigerii Thompson Oliha zadebiutował 28 stycznia 1990 roku w zremisowanym 1:1 meczu z Senegalem rozegranym w ramach ECOWAS Cup. W tym samym roku wziął też udział w Pucharze Narodów Afryki. Wystąpił między innymi w przegranym 0:1 finale z Algierią i zdobył srebrny medal.
W 1992 po raz drugi w karierze grał w Pucharze Narodów Afryki. Z Nigerią dotarł do półfinału, ale tam jego rodacy przegrali 1:2 z Ghaną. Ostatecznie zajęli 3. miejsce po wygranym 2:1 meczu (Oliha grał w nim) z Kamerunem.
W 1993 zdobył 2 gole dla kadry Nigerii. Pierwszego zdobył 24 kwietnia w wygranym 4:0 meczu z Sudanem, a drugiego 25 września w wygranym 4:1 meczu z Wybrzeżem Kości Słoniowej rozegranym w ramach kwalifikacji do Mistrzostw Świata w USA.
Rok 1994 Oliha rozpoczął od trzech występów w Pucharze Narodów Afryki. Nigeria doszła do finału, w którym pokonała Zambię 2:1 i została mistrzem Afryki. W tym samym roku selekcjoner Clemens Westerhof powołał Olihę na finały Mistrzostw Świata w USA. Tam Thompson zagrał tylko w jednym meczu – 1/8 finału z Włochami, przegranym 1:2, po którym Nigeria odpadła z turnieju. Był to także zarazem ostatni mecz Olihy w kadrze. Łącznie w reprezentacji wystąpił w 31 meczach i zdobył 3 gole.

## Sukcesy
- Mistrzostwo Nigerii: 1988, 1989, 1990 z Nationale
- Puchar Nigerii: 1988 z Nationale
- Puchar Zdobywców Pucharów Afryki: 1992 z Africa Sports
- Superpuchar Afryki: 1992 z Africa Sports
- Puchar Wybrzeża Kości Słoniowej: 1993 z Africa Sports
- Mistrzostwo Afryki: 1994
- Wicemistrzostwo Afryki: 1990
- 3. miejsce w PNA: 1992
- Udział w MŚ: 1994
- Udział w MŚ U-20: 1987
- 31 meczów, 3 gole w reprezentacji Nigerii